# Centre d'art d'Aichi

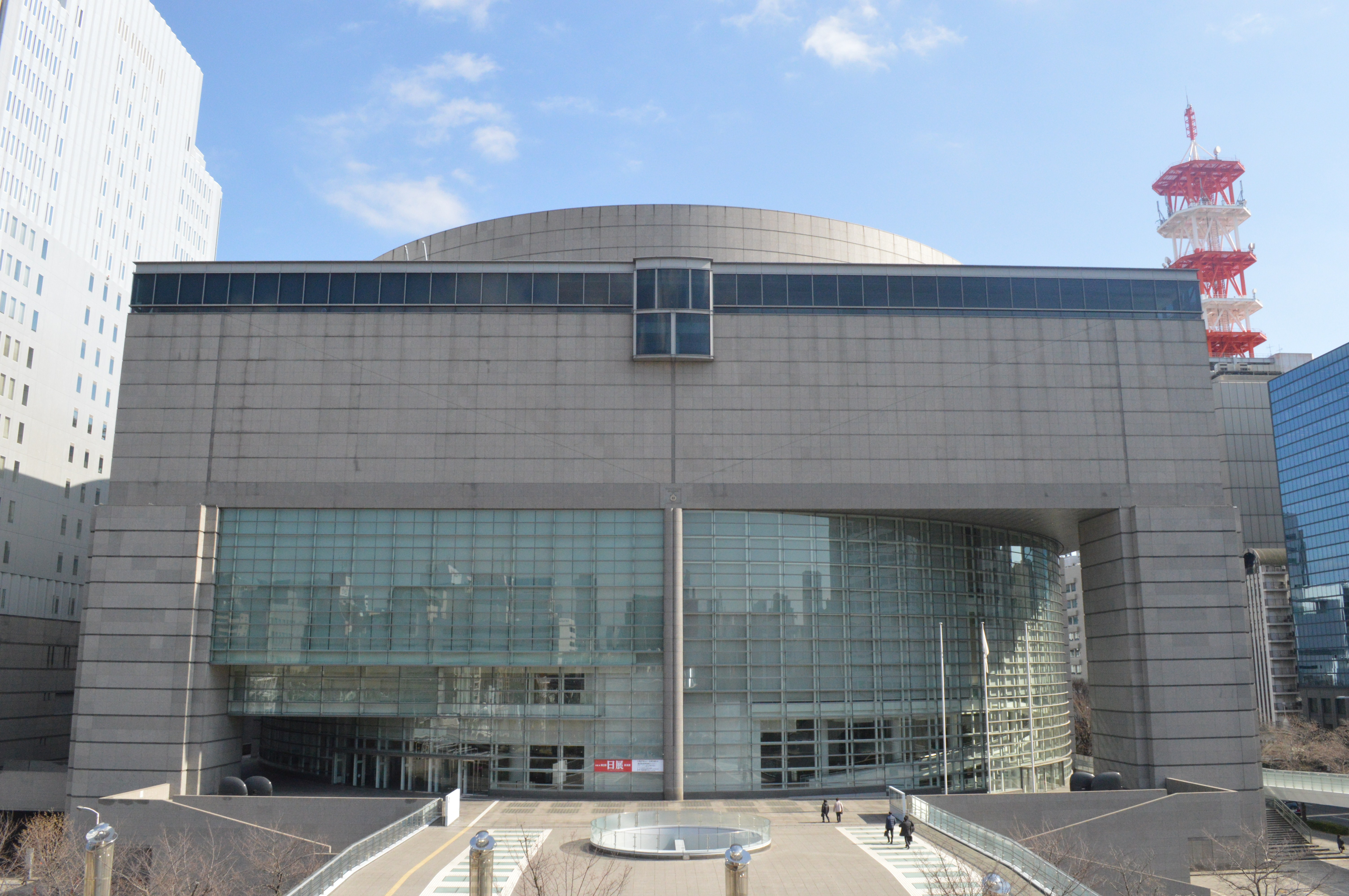
Centre d'art d'Aichi

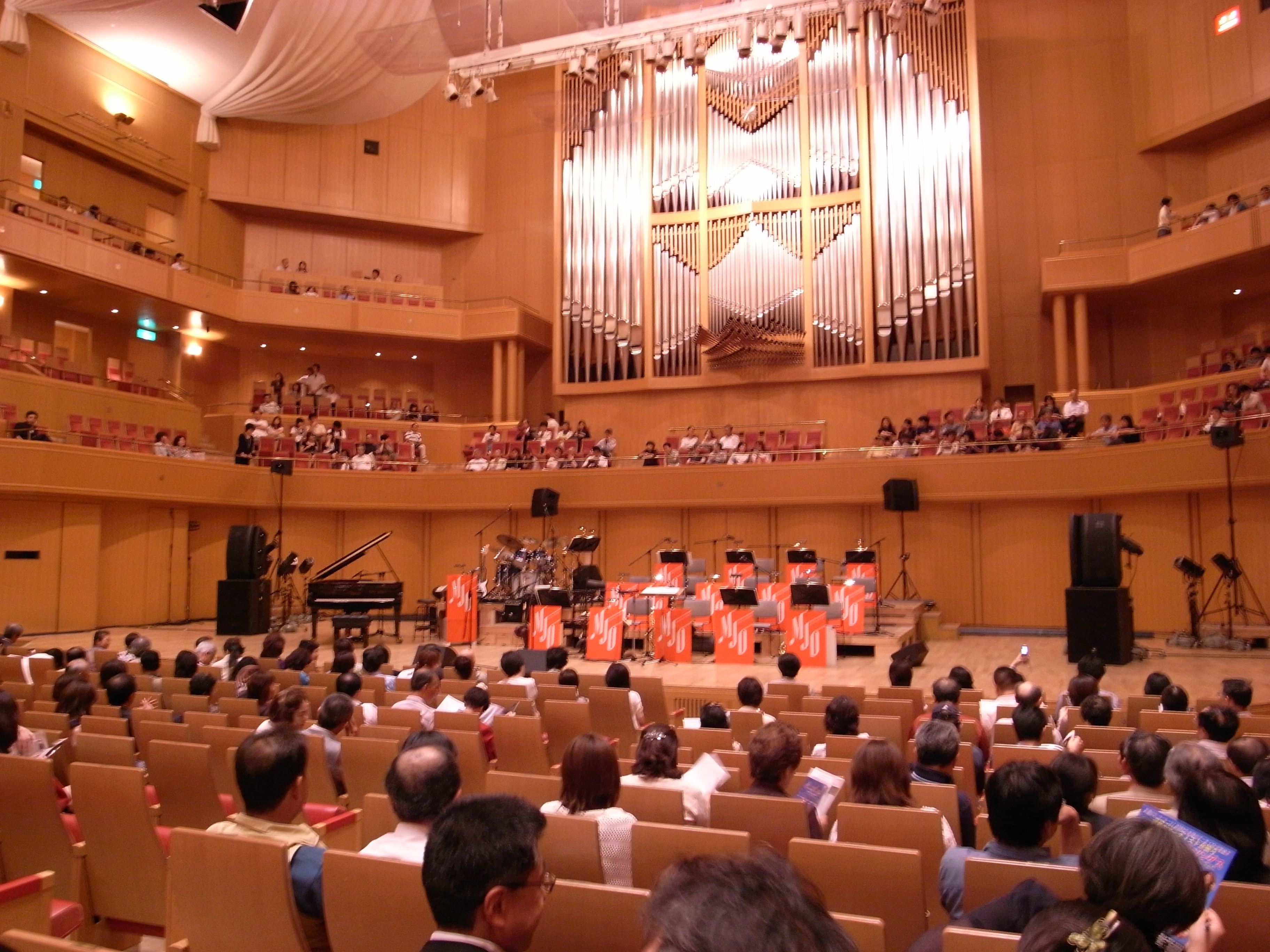
Théâtre des arts de la préfecture d'Aichi

Le centre d'art d'Aichi (愛知芸術文化センター, Aichi Geijutsu Bunka Senta) est le lieu principal pour les arts de la scène à Nagoya dans la préfecture d'Aichi au Japon.

## Caractéristiques
Le centre comprend :
- Le musée préfectoral d'Aichi
- Le théâtre des arts de la préfecture d'Aichi
  - La salle principale
  - La salle de concert
- Les services de promotion des arts de la préfecture d'Aichi
- La bibliothèque préfectorale d'Aichi

Oasis 21 (en) est situé juste en face de l'immeuble.
Le centre d'art d'Aichi accueille également l'exposition des beaux-arts Nitten.

## Source de la traduction
- (en) Cet article est partiellement ou en totalité issu de l’article de Wikipédia en anglais intitulé « Aichi Arts Center » (voir la liste des auteurs).